# Savoyaards-Frans

Het Franse taallandschap: verspreiding van talen en streektalen in Frankrijk, Wallonië en Franstalig Zwitserland

Savoyaards-Frans (Parler savoyard) is de naam voor de variant van de Franse taal die gesproken werd in het voormalige hertogdom Savoye en thans nog deels wordt gesproken in de Franse departementen Savoie en Haute-Savoie. Het mag niet verward worden met het Savoyaards.

## Geschiedenis en ontwikkeling
Tijdens de 16e eeuw werd het Hertogdom Savoye grotendeels bezet door de Fransen. Het Middelfrans deed vervolgens zijn intrede in 1539, toen Frankrijk het Edict van Villers-Cotterêts uitvaardigde.
Na de Vrede van Cateau-Cambrésis in 1559 kreeg hertog Emanuel Filibert van Savoye het hertogdom terug. Ook hij verving het Latijn door het Frans, als taal voor alle officiële documenten. Hoewel een groot deel van de bevolking voornamelijk Savoyaards sprak, leerde ze het Frans al snel.
Vanaf dan begon het Frans een eigen leven te leiden. Er was intussen wel een lokale vorm van Frans ontstaan, onder invloed van het Savoyaards. Daarnaast ontwikkelde het officiële Frans zich geleidelijk naar het Nieuwfrans, waardoor het Savoyaards-Frans een variant werd van de moderne Franse taal. Er was intussen wel een eigen vorm van de schrijftaal ontstaan.
..sindsdien groeit het Savoyaards-Frans langzaamaan naar het Standaardfrans toe, terwijl het aantal sprekers van deze variant terugloopt.

## Verschillen

### Spelling
Het Savoyaards-Frans werd geschreven met het Latijnse alfabet. Kenmerkend zijn de letters X en Z, die na een klinker volgen op het eind van een woord, maar niet wordt uitgesproken.
De volgende plaatsnamen geven hier een voorbeeld van:
- Savoie: Barberaz, Chanaz, Drumettaz, La Giettaz, Sonnaz, Motz, Lovettaz, Séez, Cohennoz, La Motte-Servolex, Ontex, Verthemex, Avrieux, Champagneux, Chindrieux, Loisieux, Ruffieux.
- Haute-Savoie: Chamonix, La Clusaz, Viuz-en-Sallaz, Marcellaz, Aviernoz, Chevenoz, Les Carroz, Saint-Jorioz, Servoz, Charvonnex, Chênex, Seythenex, Combloux, Seytroux.
- Valle d'Aosta: Amaz, Bionaz, Champdepraz, Charvaz, Cherolinaz, Donnaz, Eleyaz, Runaz, Lillaz, Lyveroulaz, Proussaz, Vereytaz, Dzovennoz, Echevennoz, Morgex, Planpincieux.

### Grammatica
- In tegenstelling tot het Standaardfrans, heeft het Savoyaards-Frans de werkwoordstijd genaamd passé surcomposé (dubbel voltooid verleden tijd) in haar taal behouden. Een passé surcomposé wordt gemaakt door een vorm van twee hulpwerkwoorden met daarachter een voltooid deelwoord. (Dit in tegenstelling tot de passé composé waarbij maar één hulpwerkwoord wordt gebruikt).

Voorbeeld: Il a eu fini.

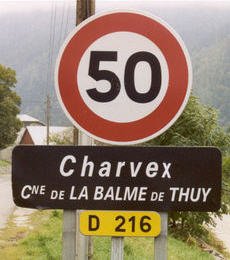
Bord van het dorp Charvex, dat in 1990 haar oude naam Charvet wijzigde naar de historische Savoyaards-Franse spelling

- Het onpersoonlijk voornaamwoord "le" of "la" wordt vervangen voor "y".

Voorbeeld: "Je le sais, je vais le faire!" wordt "J'y sais, je vais y faire'!"
- Het is niet foutief om een tijdstip te vragen met: "C'est quelle heure?" in plaats van "Il est quelle heure?" Deze veelvoorkomende zin betreft een uitzondering. De woorden "il" en "ce" worden verder correct toegepast, zoals in het Standaardfrans.

### Woordenschat
Enkele verschillen tussen het Standaardfrans en het Savoyaards-Frans:
- Net als in het Belgisch-Frans en het Zwitsers-Frans zijn de telwoorden voor zeventig (soixante-dix in Frankrijk) en negentig (quatre-vingt-dix in Frankrijk) respectievelijk septante en nonante.

- Het telwoord voor tachtig is huitante, soms octante in sommige Savoyaards-Franse dialecten, terwijl dit in het Frans quatre-vingts is.

- De maaltijden worden anders benoemd: waar men in Frankrijk ontbijt, lunch en diner aanduidt met petit déjeuner, déjeuner en dîner, gebruikt men in Savoye déjeuner voor ontbijt, dîner voor de lunch en souper voor het avondeten.

Ook zijn er heel veel Savoyaardse woorden in het Savoyaards-Frans te vinden, die vervolgens ook in het Standaardfrans zijn terechtgekomen.